# 敦賀市立松陵中学校
敦賀市立松陵中学校（つるがしりつ しょうりょうちゅうがっこう）は、福井県敦賀市にある公立中学校。1948年に開校した。福井県立敦賀高等学校に隣接している。

## 沿革
- 1948年4月1日 - 敦賀市立第2中学校として発足、本校校舎を松原小学校に、分校を敦賀西小学校・浦底・白木に置く
- 1949年
  - 3月2日 - 校歌制定
  - 4月1日 - 校名を松陵中学校とし、本校を敦賀高等学校北校舎に、分校を松原小学校・浦底・白木に置く
- 1950年
  - 7月19日 - 校章制定
  - 8月31日 - 校舎第一期工事完成
- 1961年4月1日 - 浦底分校が敦賀市立西浦中学校として独立
- 1962年4月1日 - 白木分校休校、美浜町丹生中学校へ生徒を教育委託

## 出身著名人
- 村松有人（プロ野球選手）